# Драккенштайн
Драккенштайн (нем. Drackenstein) — община в Германии, в земле Баден-Вюртемберг. 
Подчиняется административному округу Штутгарт. Входит в состав района Гёппинген.  Население составляет 437 человек (на 31 декабря 2010 года). Занимает площадь 5,69 км².